# يون سي اه
سي يون اه (بالكورية: 윤세아)‏ ولدت في 2 يناير 1978 في دايغو، كوريا الجنوبية. هي ممثلة كورية جنوبية.

## روابط خارجية
- يون سي-آه على موقع IMDb (الإنجليزية)
- يون سي-آه على موقع قاعدة بيانات الفيلم (الإنجليزية)
- يون سي-آه على موقع كينوبويسك (الروسية)